# Ōji

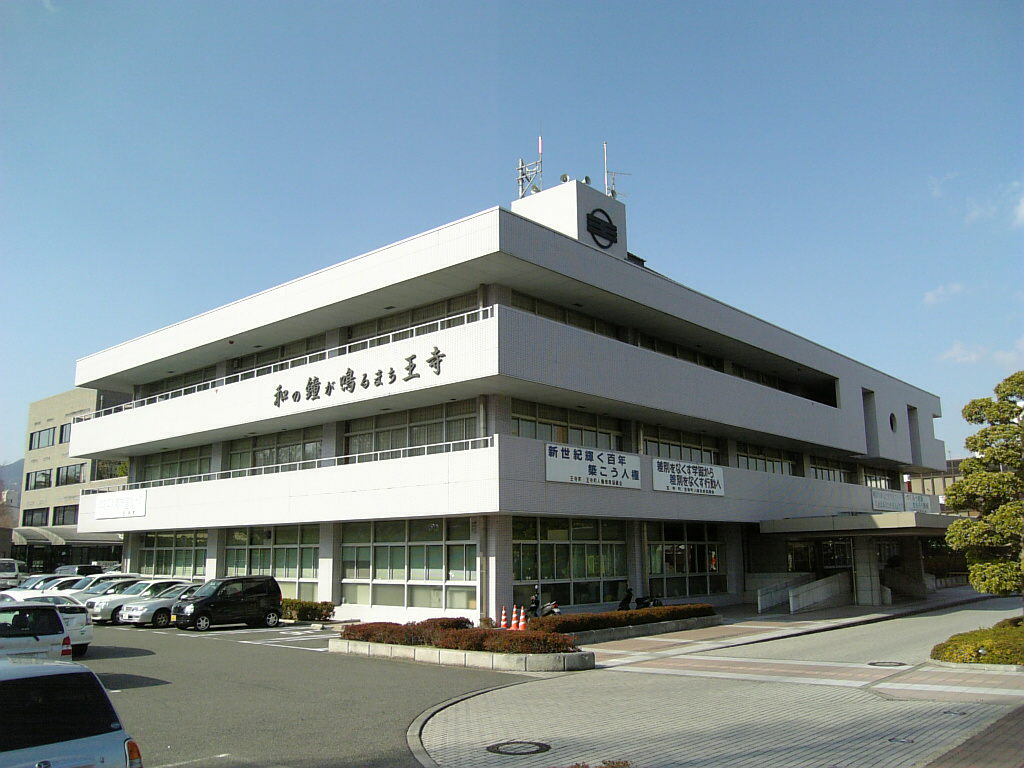
Ajuntament d'Ōji

Ōji (王寺町, Ōji-chō) és una vila i municipi pertanyent al districte de Kita-Katsuragi de la prefectura de Nara, a la regió de Kansai, Japó.

## Geografia
La vila d'Ôji es troba localitzada a la part nord-oest de la prefectura de Nara, dins del districte de Kita-Katsuragi. El terme municipal d'Ôji limita amb els de Kashiba i Kanmaki al sud; amb Sangō i Ikaruga al nord; amb Kawai a l'est i amb Kashihara, a la prefectura d'Osaka, a l'oest.

### Barris
Els chōchō o barris de la vila són els següents:
- Ōji (王寺)
- Katsushimo (葛下)
- Kudo (久度)
- Taishi (太子)
- Hatakeda (畠田)
- Fujii (藤井)
- Funato (舟戸)
- Honmachi (本町)
- Minami-Motomachi (南元町)
- Myōjin (明神)
- Motomachi (元町)

## Història
Des del període Nara fins a la fi del període Tokugawa, la zona on actualment es troba la vila d'Ôji, va formar part de l'antiga província de Yamato. Després de la restauració Meiji i sota la nova llei de municipis, l'1 d'abril de 1889 es funda el poble d'Ôji, pertanyent aleshores al districte de Katsuge, avui dia desaparegut. L'1 d'abril de 1897 es crea el districte de Kita-Katsuragi i Ôji s'integra, romanent en ell fins a l'actualitat. L'11 de febrer de 1926, el poble d'Ôji es elevat a la categoria actual de vila.

## Demografia
| 1920   | 1930   | 1940   | 1950   | 1960  | 1970   | 1980   |
| ------ | ------ | ------ | ------ | ----- | ------ | ------ |
| 3.262  | 4.597  | 6.126  | 8.633  | 9.507 | 14.783 | 17.213 |
| 1990   | 2000   | 2010   | 2020   | 2030  | 2040   | 2050   |
| 23.625 | 23.782 | 22.164 | 23.757 | -     | -      | -      |

## Transport

### Ferrocarril
- Companyia de Ferrocarrils del Japó Occidental (JR West)
  - Ōji - Hatakeda
- Ferrocarril Kinki Nippon (Kintetsu)
  - Ōji - Shin-Ōji

### Carretera
- Nacional 25 - Nacional 168
- Xarxa de carreteres prefecturals de Nara.